# Westler (Film)
Westler ist ein 1985 von Wieland Speck inszenierter Fernsehfilm, der im selben Jahr innerhalb der Reihe Das kleine Fernsehspiel im ZDF ausgestrahlt wurde und am 28. Mai 1987 in den deutschen Kinos anlief.

## Handlung
In dem Film wird die Geschichte des aus West-Berlin stammenden Felix erzählt, der sich bei einem Tagesbesuch mit einem amerikanischen Bekannten in Ost-Berlin in den dort lebenden Thomas verliebt. Felix muss jeweils kurz vor Mitternacht in den Westteil der Stadt zurückkehren und nach einiger Zeit werden die Grenzbeamten wegen der häufigen Einreise des jungen Mannes etwas argwöhnisch. Um ein gemeinsames Leben führen zu können, planen Felix und Thomas schließlich Thomas’ Flucht aus der DDR. Thomas fliegt nach Prag und versucht von dort aus, mittels eines Fluchthelfers in den Westen zu gelangen. Ob diese Flucht auch gelingt, bleibt jedoch am Ende des Filmes ungeklärt.

## Hintergrund
Westler zeichnet sich insbesondere aus durch sein für die Zeit realistisches Porträt einer homosexuellen Beziehung unter schwierigen Umständen und durch die heimlich gedrehten Szenen in Ost-Berlin.

## Kritiken
- Helmut Schödel in Die Zeit: „… heimlich muß gefilmt, heimlich geliebt werden… um Liebe geht es, nicht um Wahrheit… ich bin begeistert…“
- Lexikon des internationalen Films: „Ein Film über eine im mehrfachen Sinne ‚Liebe zwischen den Systemen‘; er versucht, die Berliner Mauer nicht nur als Hindernis zwischen Menschen und politischen Blöcken zu beschreiben, sondern auch als Grenzlinie zwischen Alter und Neuer Welt.“[1]

- Uwe Witiatock, Frankfurter Allgemeine Zeitung: „Teilweise ohne offizielle Drehgenehmigung und deshalb mit versteckter Kamera gedreht erhält die geteilte Stadt Berlin eine unwirkliche, fremde Atmosphäre, als wären wir in Hongkong oder Singapur. Man fühlt sich in die Rolle eines Zoobesuchers versetzt, den man bestaunen läßt unter welchen Bedingungen irgendwelche Wesen in einer ganz anderen Welt leben.“

- taz: „Die Liebesgeschichte zwischen den jungen Männern ist äußerst angenehm, unaufdringlich und unjämmerlich selbstverständlich gespielt. Zum Teil tatsächlich mit versteckter Kamera an original DDR-Schauplätzen gefilmt ist WESTLER eine der wenigen deutschen Produktionen, die sich lohnt!“

## Auszeichnungen
- 1986: Filmfestival Max Ophüls Preis – Publikumspreis[2]
- 1986: San Francisco International Gay & Lesbian Film Festival – Zuschauerpreis
- 1987: Torino International Gay & Lesbian Film Festival – Festival’s Plate